# Live Lewd Lust
Live Lewd Lust è un album live della band hardcore punk The Exploited pubblicato nel 1989.

## Tracce
1. Law And Order
2. Let's Start A War
3. Horror Epics
4. Blown To Bits
5. Hitler's In The Charts Again
6. Troops Of Tomorrow
7. Sex And Violence
8. Alternative
9. Cop Cars
10. Dole Q
11. Dead Cities
12. S. P. G.
13. I Believe In Anarchy
14. Warhead
15. Daily News
16. Dogs Of War

## Formazione
- Wattie Buchan - voce
- Nigel - chitarra
- Gordon Balfour (Gogs) - chitarra
- Mark Smellie (Smeeks) - basso
- Tony - batteria